# Vanina Ickx
Vanina Ickx (ur. 16 lutego 1975 roku w Brukseli) – belgijska zawodniczka startująca w wyścigach samochodowych.
Córka byłego dwukrotnego Wicemistrza Świata Formuły 1, Jacky’ego Ickxa.
Karierę rozpoczęła w 1996 roku. Od tego czasu startuje prawie wyłącznie w kategoriach samochodów sportowych i turystycznych. Tylko w 2001 roku próbowała swoich sił w klasie otwartego nadwozia (w amerykańskiej serii Formuła 2000), jednak bez większego powodzenia.
Trzykrotnie brała udział w Rajdzie Paryż Dakar. Regularnie startowała w 24-godzinnym wyścigu na torze Spa-Francorchamps, a także w Mistrzostwach Świata Prototypów FIA.
W latach 2004–2005 startowała w Mistrzostwach Belgii Samochodów Turystycznych za kierownicą Mini-Coopera, gdzie wygrała klasyfikację kobiet (tzw. Ladies Trophy).
W latach [2006–2007 występowała w DTM w barwach Audi, gdzie zwykle zajmowała ostatnie miejsce w klasyfikacji wyścigów, przy okazji regularnie przegrywając z drugą kobietą startującą w tej serii, Susie Stoddart.
Jej najlepszym wynikiem w DTM było jedenaste miejsce osiągnięte na torze Hockenheim w październiku 2006 roku.